# Kościół św. Marii Magdaleny w Mikaszówce

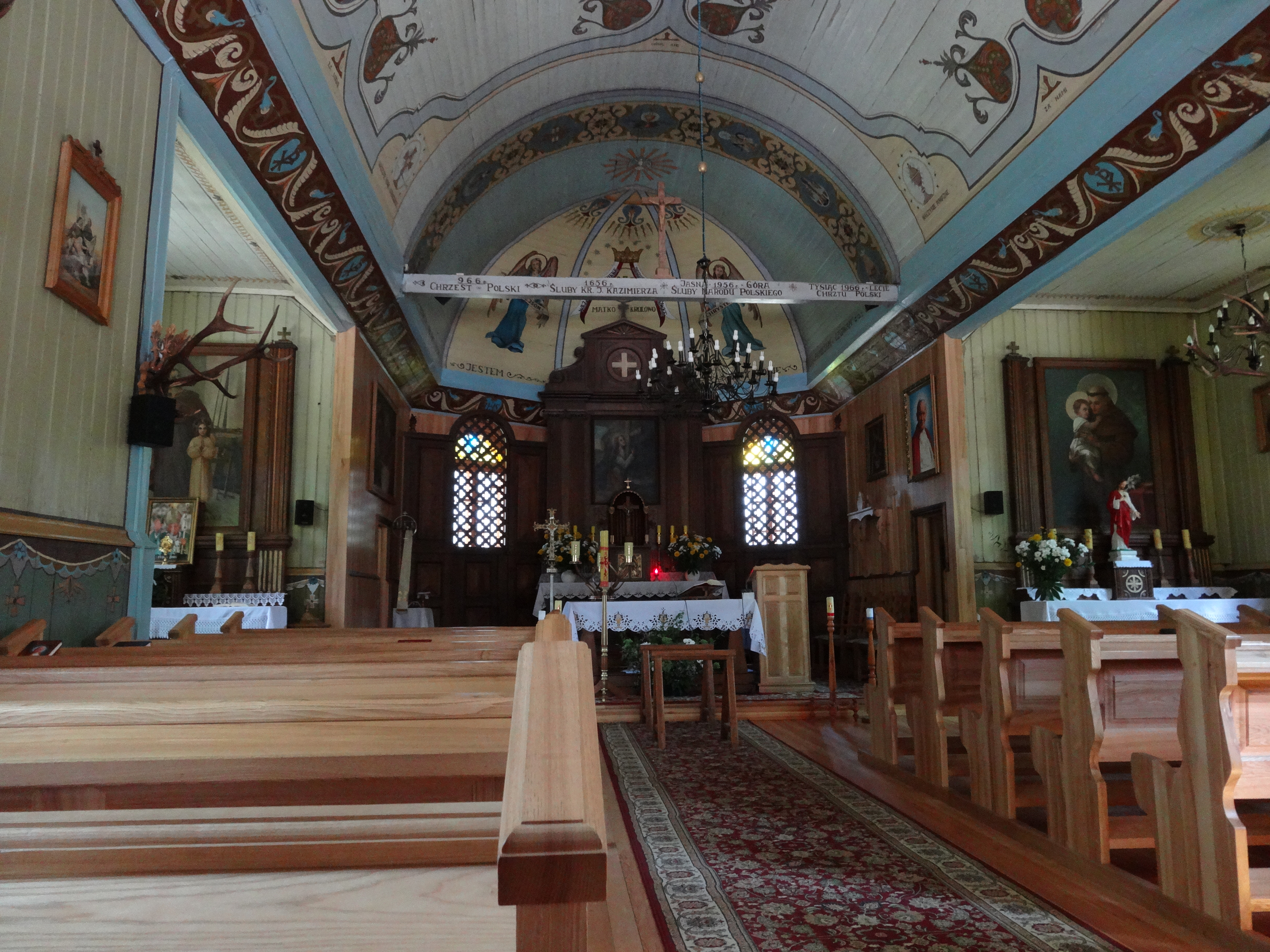
Wnętrze

Kościół św. Marii Magdaleny w Mikaszówce – kościół w Mikaszówce w województwie podlaskim. Wybudowany na początku XX wieku. Od 1985 widnieje w rejestrze zabytków.